# Ennon II de Frise orientale
Ennon II (1505 – 24 septembre 1540, Emden) est comte de Frise orientale de 1528 à sa mort.

## Règne
Fils d'Edzard Ier, il règne conjointement avec son frère cadet Jean le catholique, alors que lui-même est de confession luthérienne. Il se fait le champion de la Réforme en Frise orientale, prenant ses distances avec les projets de son père Edzard dit « le Grand » qui entendait, lui, imposer le seul Luthéranisme.
Il perdit définitivement le Jeverland en ne se soumettant pas à la promesse faite par son père aux coalisés du Saint Empire, d'épouser l'héritière Marie de Jever : c'est qu'il se sentait assez fort pour obtenir cette seigneurie par d'autres moyens. Marie devint ainsi l'un de ses adversaires les plus acharnés, et fit en sorte que le Jeverland soit à sa mort rattaché au comté d’Oldenbourg.
Il renonça de lui-même à la succession de la péninsule de Butjadingen en décidant d’épouser Anne d'Oldenbourg. Quant à la péninsule de Harlingerland, elle était aux mains d'un hobereau frison belliqueux et retors, Balthasar von Esens. Ennon le chassa du pays en 1530, mais ce dernier s'assura l'appui du duc de Gueldre et repartit au combat : il dévasta toute la Frise orientale et finit par se faire reconnaître comme le seigneur du Harlingerland. Au cours de ce conflit, appelé « Faide de Gueldre », Ennon fit plutôt pâle figure (bataille de Jemgum, 1533).
Il ne fut d'ailleurs pas en reste pour ce qui est du pillage : pour financer ses troupes, il n'hésita pas à mettre à sac les monastères et à vendre les propriétés des congrégations. Il mourut âgé de 35 ans : sa veuve Anne assura la régence.

## Descendance
De son mariage avec Anne (1501-1575), fille du comte Jean V d'Oldenbourg, il a six enfants :
- Élisabeth (1531-1555), épouse en 1553 le comte de Jean V de Schaumbourg ;
- Edzard II (1532-1599), comte de Frise orientale ;
- Hedwige (1535-1616), épouse en 1562 le duc Othon II de Brunswick-Lunebourg-Harburg ;
- Anne (1534-1552) ;
- Christophe (1536-1566) ;
- Jean II (1538-1591), comte de Frise orientale.

À la mort d'Ennon, sa femme assure la régence au nom de leurs fils Edzard et Jean jusqu'en 1561.